# 카나리아 제도 축구 국가대표팀
카나리아 제도 축구 국가대표팀은 스페인의 카나리아 제도를 대표하는 축구팀이다. 이 팀은 FIFA 및 유럽 축구 연맹 회원국은 아니기 때문에, FIFA 및 유럽 축구 연맹이 주관하는 대회에는 참가하지 않는다.

## 같이 보기
- 분류:카나리아 제도 출신 축구 선수